# Оружейный сборник
«Оружейный сборник» — российский журнал, выходивший в 1861—1909 гг. в Санкт-Петербурге.
Был основан в 1861 году В. Н. Бестужевым-Рюминым, до 1895 года редактировавшим его совместно с П. Л. Чебышёвым, а затем единолично. После смерти Бестужева-Рюмина в 1910 году издание журнала прекратилось. Журнал издавался в Санкт-Петербурге, получая из казны субсидию в 3 тысячи рублей. Выходил книжками 4 раза в год.
Целью журнала было знакомить с современными положением всех вопросов, касающихся разного рода оружия. В журнале помещались статьи со сведениями о российском и иностранном вооружений; разбирались вопросы по обучению войск, по употреблению оружия и по оружейной технике; делались указания о починке оружия в полках, содержании оружия на службе и велась хроника ружейного охотника. Кроме того, в журнале имелся официальный отдел, содержавший постановления и распоряжения правительства и библиографический отдел. Журнал привлекал к сотрудничеству известных знатоков оружейного дела и полно освещал положение вопросов по своей тематике. Его полезность для войск признавалась официально и выражалась рекомендациями в приказах и циркулярах. 